# Vida sostenible
El concepto de vida sostenible está basado en el desarrollo sostenible el cual fue definido por el informe Brutland como el desarrollo que satisface las necesidades del presente sin comprometer la capacidad de las generaciones futuras para satisfacer sus propias necesidades.  Un estilo de vida sostenible Archivado el 27 de septiembre de 2019 en Wayback Machine. entonces supone adoptar costumbres y comportamientos que nos permitan vivir de manera sostenible minimizando nuestro impacto, utilizando menos recursos naturales, reponiendo los que hayan sido usados y reduciendo nuestros desechos. 
Se suele describir a este estilo de vida como “vivir en armonía con la tierra”. Las personas que practican este estilo de vida, modifican sus hábitos e implementan cambios en su vida que reduzcan sus impactos ambientales, como su huella ecológica o su huella de carbono. Para ello utilizan modos de transporte sostenibles, reducen su consumo de energía, sus hábitos de consumo e inclusive pueden modificar su dieta.

## Definición
Vivir de manera sostenible supone aplicar la sostenibilidad a cada una de las decisiones de vida. El Programa de Naciones Unidas para el Medio Ambiente, PNUMA usa una definición más extensa considerando que una vida sostenible es aquella forma de vida, en donde se toman elecciones y comportamientos sociales que minimizan su impacto al medio ambiente y favorecen un desarrollo socioeconómico equitativo y una mejor calidad de vida para todos.

## Historia
La demanda humana de recursos naturales y su impacto sobre éstos han sido una constante en la historia de la humanidad. Por ello, los seres humanos siempre han tenido una preocupación sobre la sostenibilidad de los recursos naturales que requieren para su supervivencia. 
El concepto de sostenibilidad como lo entendemos actualmente aparece en la década del 60 y 70 en los Estados Unidos. Es el resultado de un cambio en la forma de pensar. Antes se pensaba a la naturaleza como ilimitada, pero posteriormente se pasa a considerar a la diversidad natural como valioso pero también frágil. Esto se debió a la aparición de varios libros que ponían énfasis en el tema ambiental y en como la sobre-población y el crecimiento económico podrían afectar al planeta y en consecuencia a los humanos. Uno de estos libros fue publicado en 1962.  Silent Spring o Primavera silenciosa de Rachel Carson narra los efectos ambientales de los pesticidas en los ecosistemas. Este libro fue muy influyente en el tema ambiental y marcó el inicio del movimiento ecologista en Estados Unidos.  En 1968 Paul Ehrlich publicó el libro The population bomb o la Bomba de la población en español en donde predice el impacto en todas las dimensiones (agua, aire, comida y medio ambiente) que tendrá la sobre-población en el mundo. El Libro A Blueprint for Survival o un Plan para la Supervivencia en español escrito por Edward Goldsmith en 1972 fue elaborado por un grupo de investigadores quienes proponían un cambio radical de la sociedad para evitar su colapso. En esta década también aparecen las primeras ONGs ambientalistas como “Greenpeace” o “Friends of the Earth”. Estas buscaban promover cambios en la sociedad respecto a temas ambientales. En ese mismo año el Club de Roma, fundado por grupo de industriales y científicos en 1968, publicaron Limits to Growth o Los límites del crecimiento en español de Donella Meadows. Este libro por primera vez calculó cuantos recursos naturales el mundo consumía considerando el crecimiento exponencial de su demanda y predijeron su eventual agotamiento y colapso económico asociado. Asimismo es en ese año que se da la Primera Conferencia de las Naciones Unidas sobre el Medio Ambiente en Stockolmo, la que dio origen al Programa de las Naciones Unidas para el Medio Ambiente. El objetivo del programa era debatir problemas ambientales entre naciones y de manera global. En 1973 Fritz Schumacher escribió su libro Small is beautiful en donde hablaba sobre lo insostenible de la forma de producción de la economía. En especial, el tratamiento de los recursos naturales como ingresos y no como capital ya que éstos no son renovables.El concepto de sostenibilidad ya se había mencionado en esta época. La mayoría de los autores hablaba de la necesidad de una sociedad sostenible en el tiempo. Esta sociedad debía tener un manejo adecuado entre la económica, el crecimiento poblacional y la ecología. 

Durante la década de los ochenta el concepto de sostenibilidad también llegó a Latinoamérica. Esto se dio sobre todo por la llegada de la Comisión Económica Para América Latina y el Caribe (CEPAL) de las Naciones Unidas 1983, quien impulsó diversas investigaciones ambientales en la región. Es recién en la década del 80 en donde se define lo que es el desarrollo sostenible. En el documento elaborado por la ONU sobre las estrategias para la conservación mundial lo definió como: 
“Para que el desarrollo sea sostenible debe tener en cuenta los factores sociales y ecológicos, y económicos; tanto de los seres vivos como de la base de recursos no vivos; considerando las ventajas y desventajas de largo plazo y corto plazo de acciones alternativas”
Por su parte Allen en su libro How to save the World o Como salvar el mundo del mismo año propuso la siguiente definición:
“…desarrollo que probablemente logré la satisfacción duradera de las necesidades de los seres humanos y mejore la calidad de vida humana – integrando la conservación en el proceso de desarrollo. También intenta identificar aquellas áreas donde los intereses de la conservación y desarrollo son más probables de coincidir y, por lo tanto, donde una cercana asociación entre los dos procesos sería particularmente particular ventajoso.”
No obstante, recién en 1987 con el informe Brutland de la ONU llamado “Nuestro Futuro Común”  se da la definición que actualmente se conoce sobre lo que es el desarrollo sostenible.  
La década de los noventa marca el inicio de las actividades de cooperación entre las naciones. Se firmó la Declaración de Río que adopta como principio que los seres humanos están en el centro de las preocupaciones por el desarrollo sostenible y que tienen derecho a una vida sana y productiva en armonía con la naturaleza. Así mismo se firmó la Convención en diversidad biológica, la Convención sobre el Cambio climático y la Agenda 21 que buscaba ser un plan para lograr la sostenibilidad ambiental y el bienestar económico. Muchos de los compromisos a los que se comprometieron las naciones nunca se cumplieron. En 1997 se firmó el Protocolo de Kyoto que buscaba reducir el uso de seis gases de efecto invernadero. Este debía entrar en rigor en el 2005 pero Estados Unidos quien era el mayor emisor de gases de efecto invernadero no lo ratificó. A partir de la década de 1990 y 2000 fueron muy positivos para el campo de la sostenibilidad ya que aunque no se hayan materializado todos los acuerdos de la convención de Río hubo un gran incremento en la cantidad de escuelas, universidades y organizaciones que se interesaron en la problemática de la sostenibilidad.
En el 2015 se firmó el Acuerdo de París que buscaba una vez más buscar cooperaciones entre países para lograr la reducción de emisiones de Gases de Efecto Invernadero y así limitar el aumento de temperatura global a menos de 2 grados Celsius.Durante el 2015 también se establecieron 17 objetivos globales llamados Objetivos del Desarrollo Sostenible. Estos buscan erradicar la pobreza, proteger el planeta y asegurar la prosperidad para todos como parte de una nueva agenda de desarrollo sostenible. En el 2017 se emitió en Inglaterra el documental Blue Planet II o Planeta Azul 2 que mostraba el efecto de la contaminación por plástico en la vida mariana y que generó un cambio de conducta a nivel mundial logrando que muchos países comienzan a prohibir el plástico de un solo uso.
A medida que los efectos de los desastres naturales y del consumo excesivo de plástico de un solo uso se hacen más visibles más personas han comenzado a tomar conciencia y a exigir acciones de parte de sus gobiernos. Actualmente la sostenibilidad se ha convertido en un movimiento y  llevar un estilo de vida sostenible es cada vez más el objetivo de muchas personas.